# Scott 4
Scott 4 je páté sólové studiové album amerického zpěváka Scotta Walkera. Vydáno bylo v listopadu 1969 společnostmi Philips Records a Fontana Records a produkoval jej Johnny Franz, který s Walkerem spolupracoval již v minulosti. Nahráno bylo dříve v roce 1969 v londýnském studiu Olympic Studios. Navzdory svému názvu jde o Walkerovo páté album – čtvrtým je deska Scott: Scott Walker Sings Songs from his TV Series (1969). Album vyšlo pod Walkerovým skutečným jménem Scott Engel. Jde o jeho první album, které neobsahuje žádné coververze.

## Seznam skladeb
1. The Seventh Seal – 4:58
2. On Your Own Again – 1:48
3. The World's Strongest Man – 2:21
4. Angels of Ashes – 4:22
5. Boy Child – 3:38
6. Hero of the War – 2:29
7. The Old Man's Back Again (Dedicated to the Neo-Stalinist Regime) – 3:43
8. Duchess – 2:51
9. Get Behind Me – 3:14
10. Rhymes of Goodbye – 3:04